# المنية (روديار)
المُنْيَة هي منطقة تقع في بلدية بيرج ، في مقاطعة وشقفة في منطقة أرغون في إسبانيا . بلغ عدد سكانها 17 عام 2020